# Ventura Blanco Viel
Ventura Blanco Viel (Santiago, 2 de mayo de 1846 - Graneros, 21 de marzo de 1930) fue un abogado y político conservador chileno.

## Biografía
Hijo del periodista Manuel Blanco y Cuartín y de Elisa Viel y Toro. Fue educado en el Seminario Conciliar de Santiago y en la Facultad de Leyes de la Universidad de Chile, donde juró como abogado el 3 de julio de 1873.
Se casó con su pariente Carmela Correa de Saa y Blanco, con quien tuvo cinco hijas.

## Labor educacional
Fue profesor de Historia en la Escuela Militar y de Derecho Administrativo y Penal en la Facultad de Leyes de la Pontificia Universidad Católica de Chile (1889-1891). Miembro del Consejo de Instrucción Pública (1891-1898).
Colaboró en los diarios La República, El Independiente, La Estrella de Chile, redactor de La Aurora y El Mercurio.

## Labor política

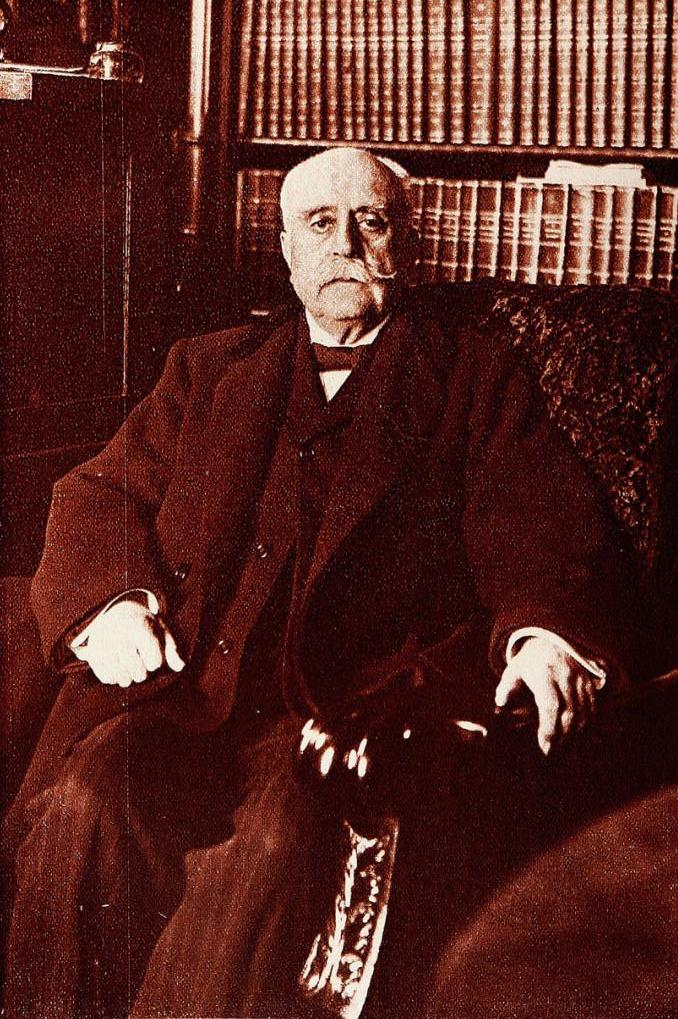
Ventura Blanco Viel en 1915.

### Diplomático
Fue nombrado secretario de la legación de Chile en Bolivia en 1867 y posteriormente fue designado embajador extraordinario en Argentina en 1916.

### Ministro
- Ministro de Guerra y Marina (diciembre de 1891-marzo de 1892).
- Ministro de Relaciones Exteriores, Culto y Colonización (abril de 1893-abril de 1894).
- Ministro de Guerra y Marina (mayo-diciembre de 1898).
- Ministro de Interior (marzo-abril de 1899).
- Subrogante del Ministerio de Industrias y Obras Públicas (abril-mayo de 1899).

### Parlamentario
- Diputado por Rancagua en dos períodos consecutivos (1873-1876 y 1876-1879). Integrante de la comisión permanente de Culto y Colonización.
- Diputado por Santiago en tres períodos consecutivos (1879-1882, 1882-1885 y 1885-1888). Miembro de la comisión permanente de Educación y Beneficencia.
- Diputado por San Fernando (1888-1891), fue parte de la comisión permanente Calificadora de Elecciones y de Peticiones.
- Diputado por Valparaíso (1891-1894), figuró en esta oportunidad como miembro de la comisión permanente de Educación y Beneficencia. En este período además, fue Vicepresidente de la Cámara de Diputados (1891-1892).
- Senador por Santiago (1900-1906), integró la comisión de Gobierno y Relaciones Exteriores.
- Senador por Cachapoal (1909-1915), miembro de la comisión permanente de Constitución, Legislación y Justicia, de Instrucción Pública y de Presupuestos.

### Otras actividades
- Miembro del comité de Arbitraje del Tribunal de La Haya.
- Director de instituciones bancarias y comerciales.
- Administrador del Banco Garantizador de Valores (1902-1912).
- Director de la Compañía de Seguros La Estrella de Chile (1902)
- Presidente del Banco Nacional (1923).
- Fue socio del Club de La Unión; de la Sociedad de Fomento Fabril (SOFOSA); y de la Sociedad Nacional de Agricultura (SNA).